# Adolf von Natzmer
Adolf Albrecht von Natzmer (* 25. Mai 1801 in Schlagenthin; † 12. April 1884 in Potsdam) war ein preußischer Generalleutnant.

## Leben

### Herkunft
Adolf war ein Sohn des preußischen Kapitäns und Herrn auf Rosenow im Kreis Regenwalde Ernst von Natzmer (1776–1810) und dessen Ehefrau Karoline, geborene von Restorff (1773–1854). Sein Bruder Karl Heinrich (1799–1875) war preußischer Generalmajor.

### Militärkarriere
Natzmer besuchte die Kadettenhäuser in Potsdam und Berlin. Anschließend wurde er am 2. Mai 1818 als Portepeefähnrich dem 2. Infanterie-Regiment der Preußischen Armee überwiesen und avancierte bis Mitte September 1840 zum Kapitän und Kompaniechef. Unter Beförderung zum Major wurde Natzmer am 27. März 1847 Kommandeur des III. Bataillons im 7. Landwehr-Regiment und stieg bis Ende März 1853 zum Oberstleutnant auf. Am 8. November 1853 kam er als Bataillonskommandeur in das 23. Infanterie-Regiment. Daran schloss sich am 10. Mai 1855 seine Ernennung zum Kommandeur des 10. Infanterie-Regiment sowie Mitte Juli 1855 seine Beförderung zum Oberst an. Am 22. Mai 1858 wurde Kommandeur der 25. Infanterie-Brigade und à la suite seines bisherigen Regiments gestellt. Sein Beförderung zum Generalmajor erfolgte am 22. November 1858 und in dieser Eigenschaft erhielt er am 20. September 1861 den Roten Adlerorden II. Klasse mit Eichenlaub. Unter Verleihung des Charakters als Generalleutnant wurde Natzmer am 7. April 1863 mit Pension zur Disposition gestellt.
Während des Deutschen Krieges wurde er am 26. Juni 1866 zum Gesellschafter für den in Stettin internierten Kurfürsten Friedrich Wilhelm von Hessen-Kassel bestimmt. Er blieb dort bis zum 17. September 1866 als der Kurfürst von dort entlassen wurde.
Er starb am 12. April 1884 in Potsdam.

### Familie
Natzmer heiratete am 12. April 1838 in Stettin Elise von Kleist (1814–1896). Das Paar hatte mehrere Kinder:
- Anna Friederike Luise (1839–1893) ⚭ 18. März 1868 Heinrich von Rosenzweig (1821–1893), preußischer General der Infanterie
- Marie Elisabeth Sophie (1841–1842)
- Elisabeth Wilhelmine Marie (1842–1863) ⚭ 10. Januar 1863 Heinrich von Rosenzweig (1821–1893), preußischer General der Infanterie
- Gertrud Karoline Hermine (* 1843) ⚭ 1865 Dagobert von Gerhardt (1831–1910), Major a. D. und Schriftsteller
- Martha Helene Hedwig (* 1845)
- Helene Wilhelmine Veronika (* 1846) ⚭ 1871 Oldwig von Natzmer (1842–1899), Generalleutnant
- Klara Luise Marie (* 1849) ⚭ 1876 Erich von Ehrhardt (1840–1899), preußischer Generalmajor
- Albrecht Friedrich Heinrich Ludwig (1851–1870), gefallen bei St. Privat